# 森六郎 (政治家)
9代 森 六郎（もり ろくろう、1891年（明治24年）11月29日 - 1974年（昭和49年）3月2日）は、日本の政治家。実業家。元徳島市長。徳島県小松島市出身。

## 経歴
勝浦郡芝生村（現在の小松島市芝生町）の仙石鹿太郎の次男として生まれる。幼名は茂之。
1913年（大正2年）に農商務省水産講習所製造科（現在の東京海洋大学）を卒業し、1914年（大正3年）に森家へ養子に入り、8代目森六郎の長女・純と結婚。1931年（昭和6年）に森六郎を襲名し家督を相続して9代目となった。
1932年（昭和7年）に日本人造藍販売株式会社の社長に就任。1942年（昭和17年）、第二次世界大戦中に徳島市長に就任。終戦直前の1945年（昭和20年）4月まで市長を務めた。
戦後、公職追放となった。1974年（昭和49年）死去。